# Michael Engler

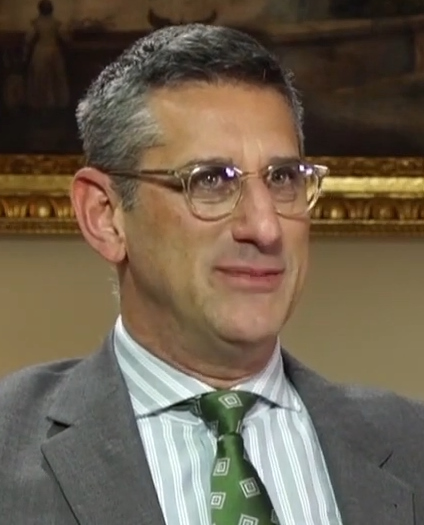
2019

Michael Engler é um diretor e produtor televisivo americano.